# Модест Мацієвський
о. Модест Мацієвський ЧСВВ (хресне ім'я Михайло; 26 листопада 1802 — 19 квітня 1885, Гошів) — український церковний і культурно-громадський діяч, священник-василіянин, педагог, довголітній протоігумен провінції Найсвятішого Спасителя (1854–1874).

## Життєпис
Народився 26 листопада 1802 року в селі Соколів (Галичина). Навчався в Бучацькій василіянській гімназії. 20 липня 1828 року вступив до Василіянського Чину на новіціят у Добромильський монастир. У 1829–1831 роках був учителем у Бучацькій василіянській гімназії. 27 жовтня 1833 року склав монашу професію. Після богословських студій (1833–1837) у Львівському університеті, висвячений 9 жовтня 1836 року на священика. Упродовж п'яти років проживав у Бучачі, сповняючи обов'язки катехита (1837–1839) і директора Бучацької головної школи (1839–1842). 1842–1846 роки був ігуменом Добромильського монастиря, а потім до 1854 року — ректор Бучацького монастиря. У 1849–1854 роках стараннями Мацієвського при монастирі побудовано триярусну дзвіницю.
На провінційній капітулі 1854 року обраний на посаду протоігумена провінції Найсвятішого Спасителя і виконував цей уряд ще 5 каденцій до 1874 року (переобраний знову в 1858, 1862, 1866 і 1870 роках). Мешкав у монастирі святого Онуфрія у Львові. Від 1874 року був ігуменом Гошівського монастиря і протоконсультором (1874–1880) та консультором (1880–1885) провінції.
Помер у Гошеві 19 квітня 1885 року. На монастирському цвинтарі збереглася його могила.

## Культурно-громадська діяльність
Отець Модест Мацієвський відзначився як церковний і культурно-громадський діяч. Був членом «Руської ради», «Галицько-Руської матиці», членом-засновником «Академічного Кружка». Був великим приятелем і добродієм української молоді і письменства. Надавав стипендії здібним, але вбогим учням. Був добродієм Стрийської бурси.
Уклав і видав перший україномовний «Шематисмъ Чина св. Васілія В. въ Галиціи на годъ 1856» (Львовъ, Типомъ Института Ставропигіянскаго, 1856). Видав також інші три василіянські шематизми за 1857, 1859 і 1867 роки.
Будучи протоігуменом, велику увагу приділяв справі впорядкування монастирських архівів і сам займався дослідженням василіянських рукописних збірок.

## Зауваги
1. ↑  У географічному вимірі найближче до Бучача, де Мацієвський навчався, є два села: Соколів Бучацького району і Соколів Теребовлянського району.